# Застава Источног Тимора
Застава Источног Тимора је усвојена 2002. Жути троугао на застави представља трагове колонијализма у историји Источног Тимора. Црни троугао представља препреке које треба прећи. Црвена позадина заставе представља борбу за слободу, а бела звезда „светло што води“. 